# Digital Medievalist

Digital Medievalist est un projet académique et une organisation de développement de la communauté à l'attention de ceux qui sont intéressés par l'usage de l'ordinateur et des techniques informatiques dans le milieu des études médiévales, un sous-champ des humanités numériques.

## Historique
Digital Medievalist a été créé en 2003. C'est un projet collaboratif international à but non lucratif basé à l'université de Lethbridge au Canada, mais dont certains membres dirigeants sont basés dans d'autres pays. Bien que l'université de Lethbridge reste le siège administratif, d'autres infrastructures ont été développées, notamment à l'université du Kentucky. Le projet a identifié le besoin d'établir de bonnes pratiques disciplinaires dans l'établissement des ressources médiévales digitales. Le projet Digital Classicist fut créé peu après.

## Gouvernance

### Conseil d'administration
L'organisation Digital Medievalist  est gérée par un Conseil exécutif international, dont les membres sont élus. Ce conseil d'administration se compose de huit membres, élus par les membres de l'organisation, pour un mandat d'une durée de deux ans. Parmi les huit membres du Conseil d'administration, un des membres est choisi par les autres pour occuper la fonction d'administrateur. Pour pouvoir être élu au Conseil d'administration, il faut avoir participé activement à des activités numériques liées à des études médiévales. Les règlements qui composent cette organisation montre qu'elle se veut une organisation à but non lucratif, et énonce ses buts ainsi que ses objectifs généraux.

### Membres
L'organisation Digital Medievalist  est libre et ouverte à tout le monde. Il n'existe qu'un seul critère : celui de l'abonnement à la liste de discussion en ligne gratuite de l'organisation : "DM-I". Cette adhésion permet aux membres d'avoir un droit de vote dans les élections de l'organisation. Les membres qui contribuent de manière significative à l'organisation ainsi qu'aux études médiévales numériques peuvent aussi se présenter aux élections du Conseil exécutif de l'organisation.

## Activités
Digital Medievalist a pour mission de fournir un cadre à ses membres, afin de partager les différentes informations et travaux traitant des études médiévales. Il existe une liste de diffusion électronique, un site Web contenant un journal académique ouvert à tous, un wiki/FAQ, ainsi qu'un lieu prévu pour publier des communiqués de presse. Ce projet numérique organise aussi des conférences et d'autres événements, tels que des tables rondes ou des ateliers.    

### Liste de diffusion
Digital Medievalist possède une liste de diffusion électronique ainsi qu'un forum de discussion (DM-I), où les membres peuvent demander des conseils, partager des problèmes ou encore discuter à propos de thèmes qui les intéressent. Cette liste de discussion compte actuellement plus d'un milieu de membres, dont une grande part provient du domaine des Humanities Computing. La liste est principalement utilisée pour des annonces.   

### Journal
Digital Medievalist dirige un journal, appelé "Digital Medievalist", gratuit, libre d'accès et revu par ses membres. Il agit comme un journal d'enregistrement pour le domaine des études médiévales numériques. Ce journal est considéré comme la production la plus importante de l'organisation, où l'effort bénévole est majoritaire. Cette revue est dans le répertoire des revues de libre accès énumérées dans les domaines de l'informatique et de l'histoire. Le numéro ISSN de Digital Medievalist est 17150736, et l'Université de Lethbridge est répertoriée comme l'éditeur officiel. En mai 2017, la revue a déménagé de son domaine précédent à http://www.digitalmedievalist.org/journal/, sur la plateforme de l'Open Library of Humanities, à http://journal.digitalmedievalist.org. Le journal publie presque un volume par année depuis son lancement en 2005. En 2024, dix-sept volumes avaient été publiés depuis la création du journal. Celui-ci a expérimenté différents formats, notamment avec la quatrième édition, sur une question thématique provenant d'articles découlant du travail d'une autre organisation, Digital Classicist, en mémoire d'un universitaire, Ross Scaife (en), connu dans le domaine des sciences humaines numériques. Le projet a pris une position novatrice sur les problèmes d'acceptation académique des articles de recherche publiés en ligne.    

### Conférences et événements
Digital Medievalist a organisé des sessions de conférence pendant plusieurs années aux plus prestigieuse conférences en études médiévales. Par exemple, au Congrès International sur les Études Médiévales organisé par l'Université Western Michigan ou au Congrès Médiéval International organisé par l'Université de Leeds.     

## Sources
- (en) Cet article est partiellement ou en totalité issu de l’article de Wikipédia en anglais intitulé « Digital Medievalist » (voir la liste des auteurs).

## Compléments